# Yankton (Dél-Dakota)
Yankton város az USA Dél-Dakota államában, Yankton megyében, melynek megyeszékhelye is. Lakosainak száma 15 411 fő (2020. április 1.).

## Népesség
A település népességének változása:
| Lakosok száma | 3431 | 14 454 | 15 411 |
|               | 1880 | 2010   | 2020   |